# Longview (Teksas)
Longview – miasto w Stanach Zjednoczonych, w północno-wschodniej części stanu Teksas. Według spisu w 2020 roku liczy 81,6 tys. mieszkańców.
W mieście rozwinął się przemysł rafineryjny, chemiczny oraz maszynowy.